# Federazione di baseball delle Isole Vergini Britanniche
La Federazione anglo-verginiana di baseball (eng. British Virgin Islands Baseball Federation) è un'organizzazione fondata per governare la pratica del baseball e del softball nelle Isole Vergini britanniche.
Organizza il campionato maschile e di softball femminile, e pone sotto la propria egida la nazionale maschile e di softball femminile.